# Echium
- Commons
- Wikispecies

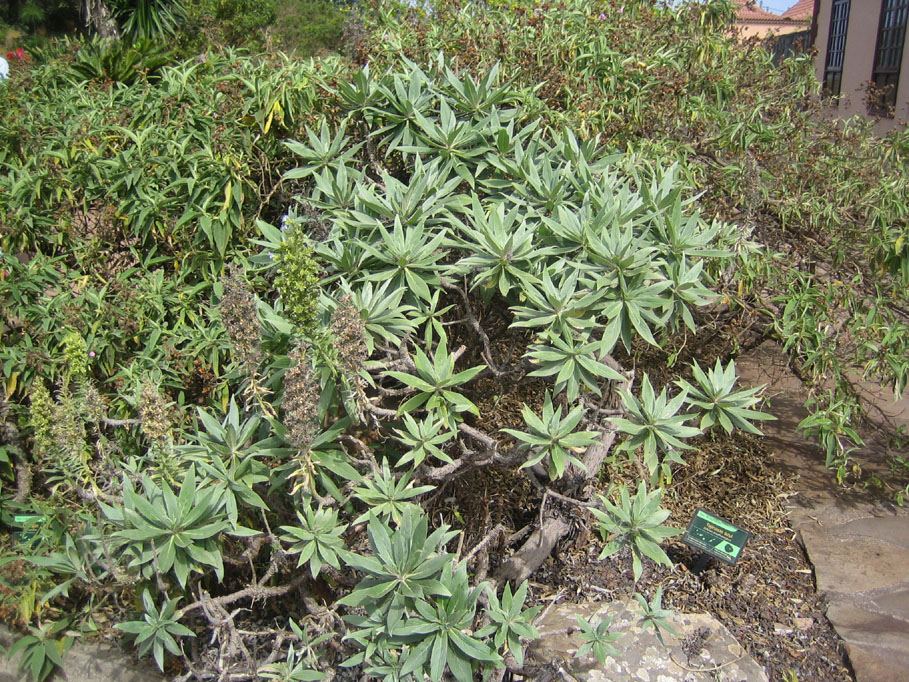
Echium acanthocarpum

Echium L. é um género botânico com cerca de 60 espécies, pertencente à família Boraginaceae. As espécies deste género são nativas do Norte de África, África Austral, Europa, Madeira, Canárias e Cabo Verde, bem como algumas partes da Ásia Oriental. Uma espécie (Echium plantagineum), tornou-se uma grande invasora na Austrália. Muitas espécies são utilizadas como ornamentais ou como plantas de jardim e podem ser encontradas um pouco por todo o globo, onde o clima permita a sua sobrevivência.
As espécies deste género são utilizadas como fonte de alimento pelas larvas de algumas espécies de Lepidópteros, incluindo a Coleophora onosmella e a Triodia sylvina

## Sinonímia
- Megacaryon Boiss.
- Pontechium Böhle & Hilger

## Espécies
| - Echium acanthocarpum Svent. - Echium aculeatum Poir. - Echium albicans Lag. & Rodr. - Echium angustifolium Lam. - Echium arenarium Guss. - Echium asperrimum Lam. - Echium auberianum Webb et Berth. - Echium bethencourtii Santos - Echium boissieri Steudel - Echium bonnetii Coincy - Echium brevirame Sprague et Hutch. - Echium callithyrsum Webb ex Bolle - Echium candicans L. fil. - Echium creticum L. - Echium decaisnei Webb - Echium flavum Desf. - Echium gaditanum Boiss. - Echium gentianoides - Echium giganteum L. fil. - Echium handiense Svent. - Echium humile Desf. - Echium italicum L. - Echium lancerottense Lems et Holz. | - Echium leucophaeum Webb ex Sprague et Hutch. - Echium lusitanicum L. - Echium marianum Boiss. - Echium nervosum Dryand. - Echium parviflorum Moench - Echium pavonianum Boiss. - Echium pininana Webb et Berth. - Echium plantagineum L. - Echium pustulatum Sibth. & Sm. - Echium rosulatum Lange - Echium russicum J. F.Gmel. - Echium sabulicola Pomel - Echium salmanticum Lag. - Echium simplex DC. - Echium strictum L.f. - Echium sventenii Bramw. - Echium tuberculatum Hoffmanns. & Link - Echium virescens DC. - Echium vulcanorum A.Chev. - Echium vulgare L. - Echium webbii Coincy - Echium wildpretii Pears. ex Hook. fil. |

- Lista completa

## Classificação do gênero
| Sistema | Classificação                      | Referência               |
| ------- | ---------------------------------- | ------------------------ |
| Linné   | Classe Pentandria, ordem Monogynia | Species plantarum (1753) |